# Белоногов, Василий Андреевич
Василий Андреевич Белоногов (24 июля 1896 года, село Бороздино, ныне Старицкий район, Тверская область — 14 ноября 1975 года, Калинин) — советский военный деятель, Генерал-майор (1940 год).

## Начальная биография
Василий Андреевич Белоногов родился 24 июля 1896 года в селе Бороздино ныне Старицкого района Тверской области.

## Военная служба

### Первая мировая и гражданская войны
В августе 1915 года был призван в ряды Русской императорской армии и служил рядовым в 55-м пехотном запасном полку в Москве. С апреля 1916 года был юнкером 4-й Московской школы прапорщиков, по окончании которой в июле того же года был назначен младшим офицером роты 57-го пехотного запасного полка в Твери.
В январе 1917 года был направлен на Северо-Западный фронт, где в составе 730-го пехотного полка участвовал в боях под Двинском младшим офицером роты, начальником команды пеших разведчиков, выборным командиром батальона, был членом полкового комитета и председателем наградной думы полка. В апреле 1917 года в боях под Двинском был ранен, а в декабре — по болезни был эвакуирован в Петроград и в апреле 1918 года в чине подпоручика был демобилизован.
В сентябре 1918 года был призван в ряды РККА и был назначен на должность сотенного инструктора Старицкого уездного военкомата по всеобщему обучению трудящихся, в марте 1919 года — на должность командира взвода батальона ОН Ярославского ВО в городе Осташков, а в сентябре — на должность командира роты 2-го запасного полка 7-й армии Западного фронта. С октября по ноябрь 1919 года принимал участие в боях под Петроградом против войск под командованием генерала Н. Н. Юденича.

### Межвоенное время
В июле 1921 года был назначен на должность старшего адъютанта батальона Учебно-кадрового полка 21-й стрелковой дивизии (Томск, Сибирский военный округ), а в июле 1922 года — на должность командира роты 61-го стрелкового полка этой же дивизии. В декабре 1923 года уволен в запас.
В марте 1924 года Василий Андреевич Белоногов был вновь призван в ряды РККА и был назначен на должность преподавателя Стрелковой школы старшин допризывников Западного фронта. С июня 1924 года служил на должностях командира роты и батальона в 86-м стрелковом полку (29-я стрелковая дивизия, Вязьма, Западный военный округ).
В 1929 году окончил курсы усовершенствования комсостава «Выстрел».
В декабре 1931 года был назначен на должность начальника 2-го отделения штаба Мозырского УР, в декабре 1936 года — на должность начальника 2-й части штаба 52-й стрелковой дивизии, а в марте 1937 года — на должность начальника штаба 142-го стрелкового полка 48-й стрелковой дивизии во Ржеве.
С сентября 1937 года находился на учёбе в Военной академии имени М. В. Фрунзе, по окончании которой в августе 1938 года был назначен на должность коменданта Полтавского УР 1-й Отдельной Краснознаменной армии.

### Великая Отечественная война
С началом Великой Отечественной войны Белоногов находился на той же должности. В январе 1942 года был назначен на должность заместителя командующего войсками Дальневосточного фронта по укреплённым районам, а с августа того же года исполнял должность заместителя командующего 25-й армией, после чего в октябре был назначен на должность командира 39-го стрелкового корпуса этой же армии. Корпус имел в своём составе до 10 соединений, которые были расположены на 250 км по границе с Маньчжурией и 250 км по берегу моря, из-за чего была затруднена возможность управлять самим корпусом и решать решать задачи по прикрытию государственной границы, поэтому в июне 1943 года Белоногов был направлен на 4-месячный особый курс в Высшей военной академии имени К. Е. Ворошилова. По окончании курса с 16 октября 1943 года исполнял должность командира 95-го стрелкового корпуса (Центральный фронт), который находился на формировании в городе Унеча. В начале ноября, не завершив формирования, корпус вошел в состав 65-й армии (Белорусский фронт) и участвовал в Гомельско-Речицкой наступательной операции.
В декабре 1943 года был назначен на должность заместителя командира 19-го стрелкового корпуса, который участвовал в оборонительных и наступательных боях в составе 65-й и 50-й армий, а летом 1944 года — в Бобруйской и Минской наступательных операциях. 28 июня руководил 362-й стрелковой дивизией этого корпуса при форсировании Днепра и овладении городом Быхов, а затем участвовал в ликвидации окруженной минской группировки противника. В начале июля Белоногов исполнял обязанности начальника Минского гарнизона, занимался организацией обороны Минска и ликвидацией остатков бобруйско-борисовской группировки противника. Вскоре в должности заместителя командира корпуса Белоногов участвовал в преследовании отступающего противника на территории Литвы, в освобождении населённых пунктов Пенно, Алитус, Мариамполь и других. С сентября по октябрь 1944 года корпус вёл наступление на мемельском и рижском направлениях.
В октябре 1944 года был назначен на должность командира 26-й Сталинской стрелковой дивизии, которая принимала участие в блокировке курляндской группировки противника, а также в Инстербургско-Кёнигсбергской, Кёнигсбергской и Земландской наступательных операциях. В ходе штурма Кёнигсберга дивизия действовала неудачно. Командир дивизии генерал-майор В. А. Белоногов плохо организовал взаимодействие, в результате чего в течение 3 суток дивизия не имела успеха, за что был от должности отстранен. В начале мая был назначен на должность заместителя командира 103-го стрелкового корпуса, который принимал участие в ликвидации гдыньской группировки противника в районе севернее города Гдыня на косе Пуцигер-Нерунг.

### Послевоенная карьера
С июля 1945 года после расформирования 103-го стрелкового корпуса Белоногов находился в распоряжении Ставки ВГК и в декабре был назначен на должность заместителя командира 35-го стрелкового корпуса (Минский военный округ), а в июле 1946 года — на должность заместителя командира 128-го стрелкового корпуса (Белорусский военный округ).
С октября 1947 года состоял в распоряжении главнокомандующего Группы советских войск в Германии и в ноябре был назначен на должность заместителя командира 29-го гвардейского стрелкового корпуса (8-я гвардейская армия), а с апреля по июль 1948 года исполнял обязанность командира этого корпуса.
В январе 1949 года был назначен на должность начальника курсов лейтенантов пехоты Группы советских войск в Германии, в мае — на должность командира 57-й гвардейской стрелковой дивизии (29-й гвардейский стрелковый корпус, 8-я гвардейская армия), в феврале 1951 года — на должность командира 1-й гвардейской стрелковой дивизии (16-й гвардейский стрелковый корпус, 11-я гвардейская армия, Прибалтийский военный округ), а феврале 1952 года — на должность помощника начальника Военной академии тыла и снабжения Советской Армии имени В. М. Молотова по строевой части, а в августе 1954 года — на должность начальника высших академических курсов этой же академии.
В сентябре 1955 года генерал-майор Василий Андреевич Белоногов вышел в запас. Умер 14 ноября 1975 года в Калинине.

## Воинские звания
- Майор (29.01.1936)
- Полковник (16.08.1938)
- Комбриг (25.04.1940)
- Генерал-майор (4.06.1940)

## Награды
Награды СССР:
- Орден Ленина (21.02.1945);
- Четыре ордена Красного Знамени (25.07.1944, 08.08.1944, 03.11.1944, 1948);
- Орден Красной Звезды (20.02.1944);
- Медали.

Награды Российской империи:
- Медаль «В память 300-летия царствования дома Романовых».

## Память
В Калининграде на Гвардейском проспекте установлена мемориальная доска с указанием его фамилии и названия дивизии.